# 長浜村民五郎
長浜村 民五郎（ながはまむら たみごろう、? - 天保9年（1838年））は、江戸時代後期の一揆指導者、義民。天保7年（1836年）の甲州騒動の頭取のひとり。

## 経歴・人物
甲斐国国中地方の博徒。郡内領長浜村（現：山梨県南都留郡富士河口湖町）生まれ。
天保7年（1836年）8月、甲州騒動のとき、途中から一揆の頭取となる。甲府勤番士や甲府代官所の役人らと交戦し、甲府町内をはじめ国中地方一円の打ちこわしを指導する。その廉で捕まり、同年12月4日に江戸送りとなり、天保9年（1838年）5月に磔の判決が決まったが、刑を待たずして牢死した。